# Арраст-Ларребьё
Арра́ст-Ларребьё (фр. Arrast-Larrebieu) — коммуна во Франции, находится в регионе Новая Аквитания. Департамент — Атлантические Пиренеи. Входит в состав кантона Монтань-Баск. Округ коммуны — Олорон-Сент-Мари.
Код INSEE коммуны — 64050.

## География

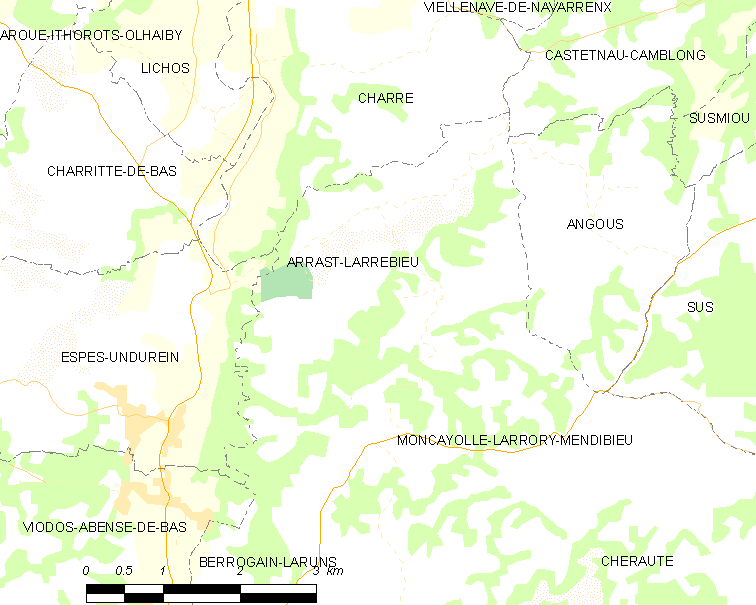
Карта коммуны

Коммуна расположена приблизительно в 670 км к югу от Парижа, в 175 км южнее Бордо, в 39 км к западу от По.

### Климат
Климат тёплый океанический. Зима мягкая, средняя температура января — от +5°С до +13°С, температуры ниже −10 °C бывают редко. Снег выпадает около 15 дней в году с ноября по апрель. Максимальная температура летом порядка 20-30 °C, выше 35 °C бывает очень редко. Количество осадков высокое, порядка 1100 мм в год. Характерна безветренная погода, сильные ветры очень редки.

## Население
Население коммуны на 2010 год составляло 100 человек.
| 1962 | 1968 | 1975 | 1982 | 1990 | 1999 | 2010 |
| ---- | ---- | ---- | ---- | ---- | ---- | ---- |
| 173  | 144  | 128  | 131  | 123  | 105  | 100  |

## Администрация
| Период | Период | Фамилия      | Партия                    | Примечания |
| ------ | ------ | ------------ | ------------------------- | ---------- |
| 1983   | 2014   | Жюльен Эрбен | Союз за народное движение |            |
| 2014   | 2020   | Алланд Даван |                           |            |

## Экономика
В 2010 году среди 62 человек трудоспособного возраста (15-64 лет) 46 были экономически активными, 16 — неактивными (показатель активности — 74,2 %, в 1999 году было 70,7 %). Из 46 активных жителей работали 41 человек (24 мужчины и 17 женщин), безработных было 5 (5 мужчин и 0 женщин). Среди 16 неактивных 5 человек были учениками или студентами, 7 — пенсионерами, 4 были неактивными по другим причинам.

## Достопримечательности
- Церковь Св. Люсии (XIX век)[4]

## Фотогалерея

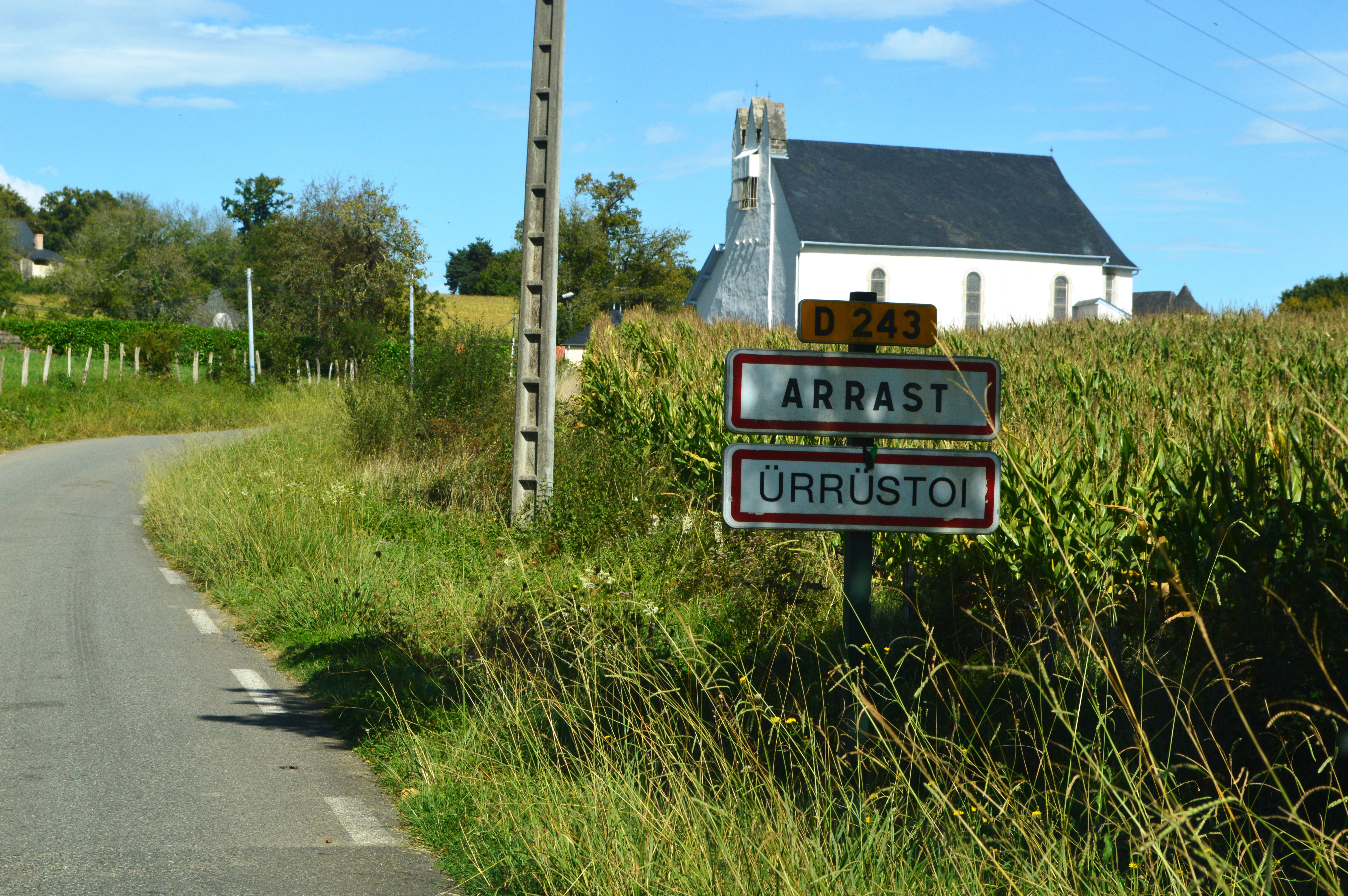
Въезд в Арраст
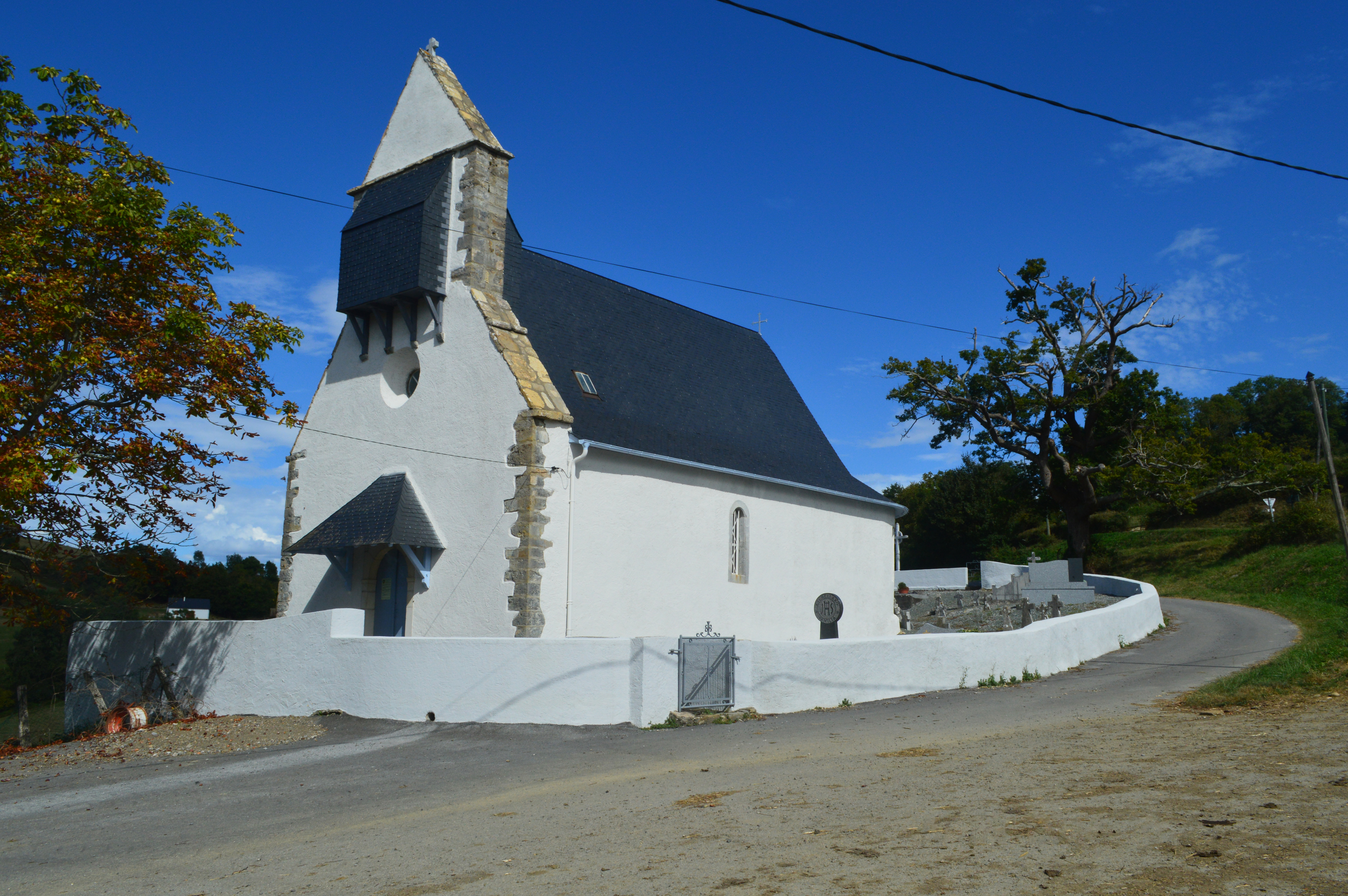
Часовня
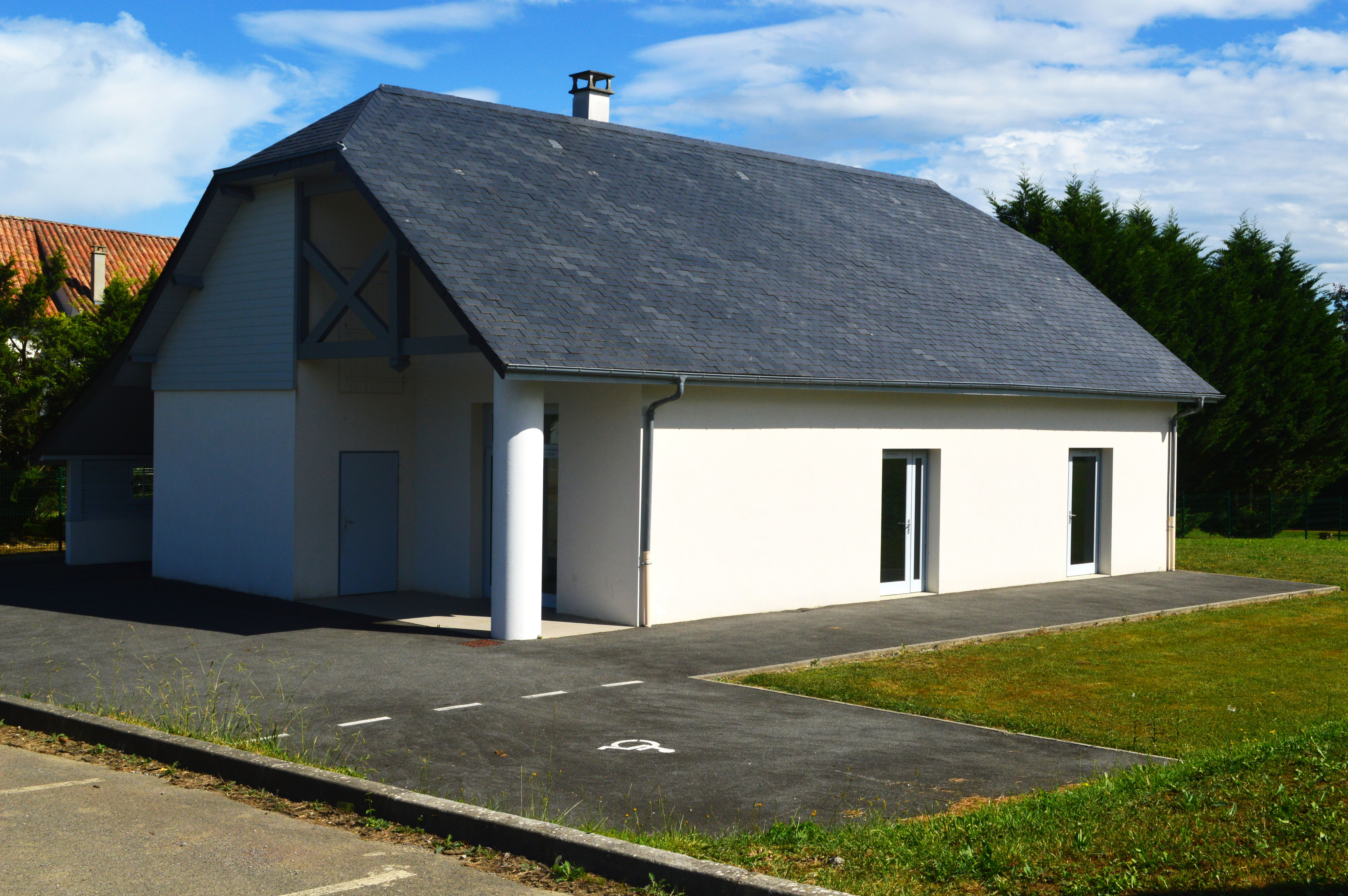
Зал
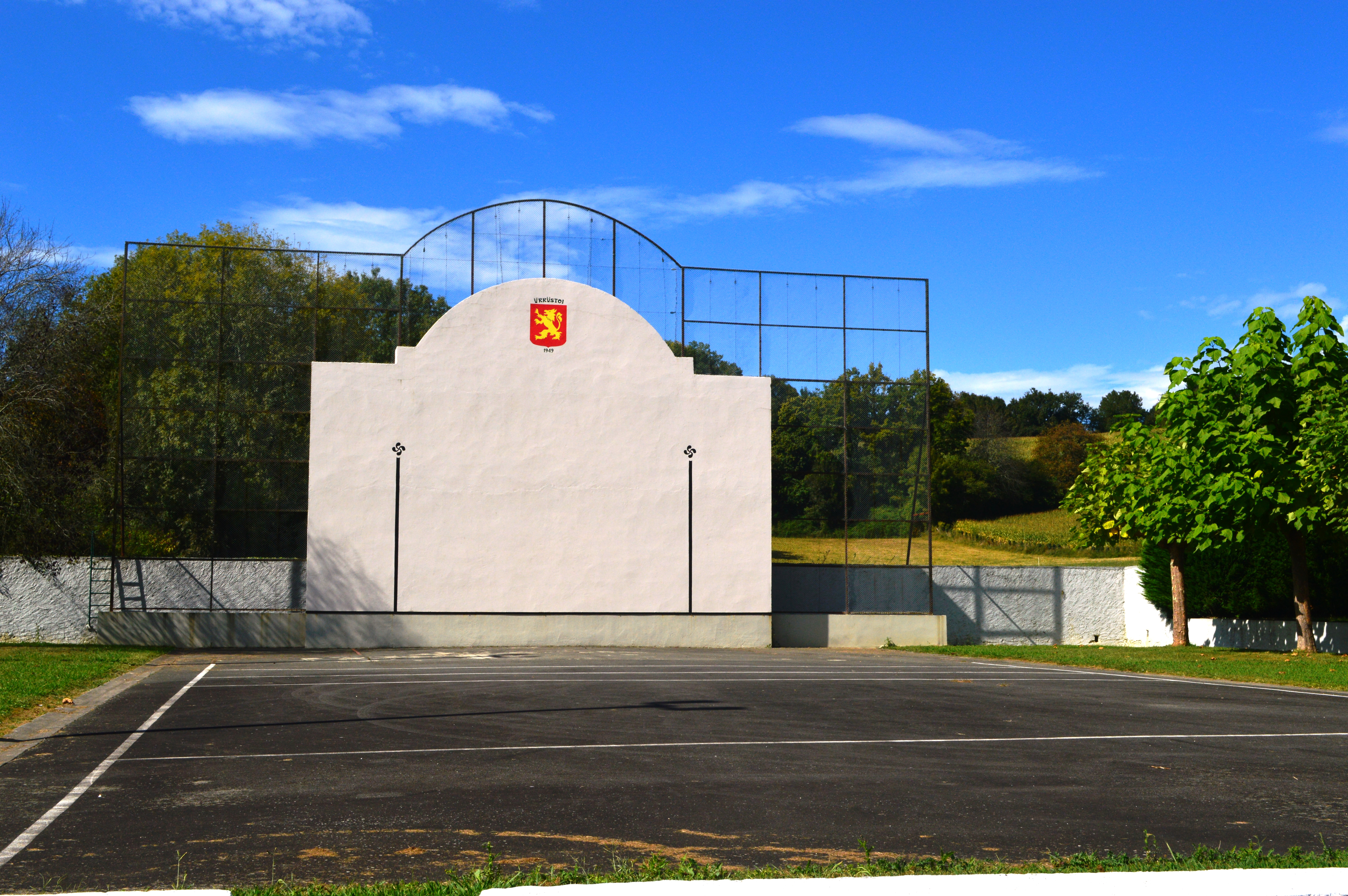
Фронтон (площадка для игры в пелоту)
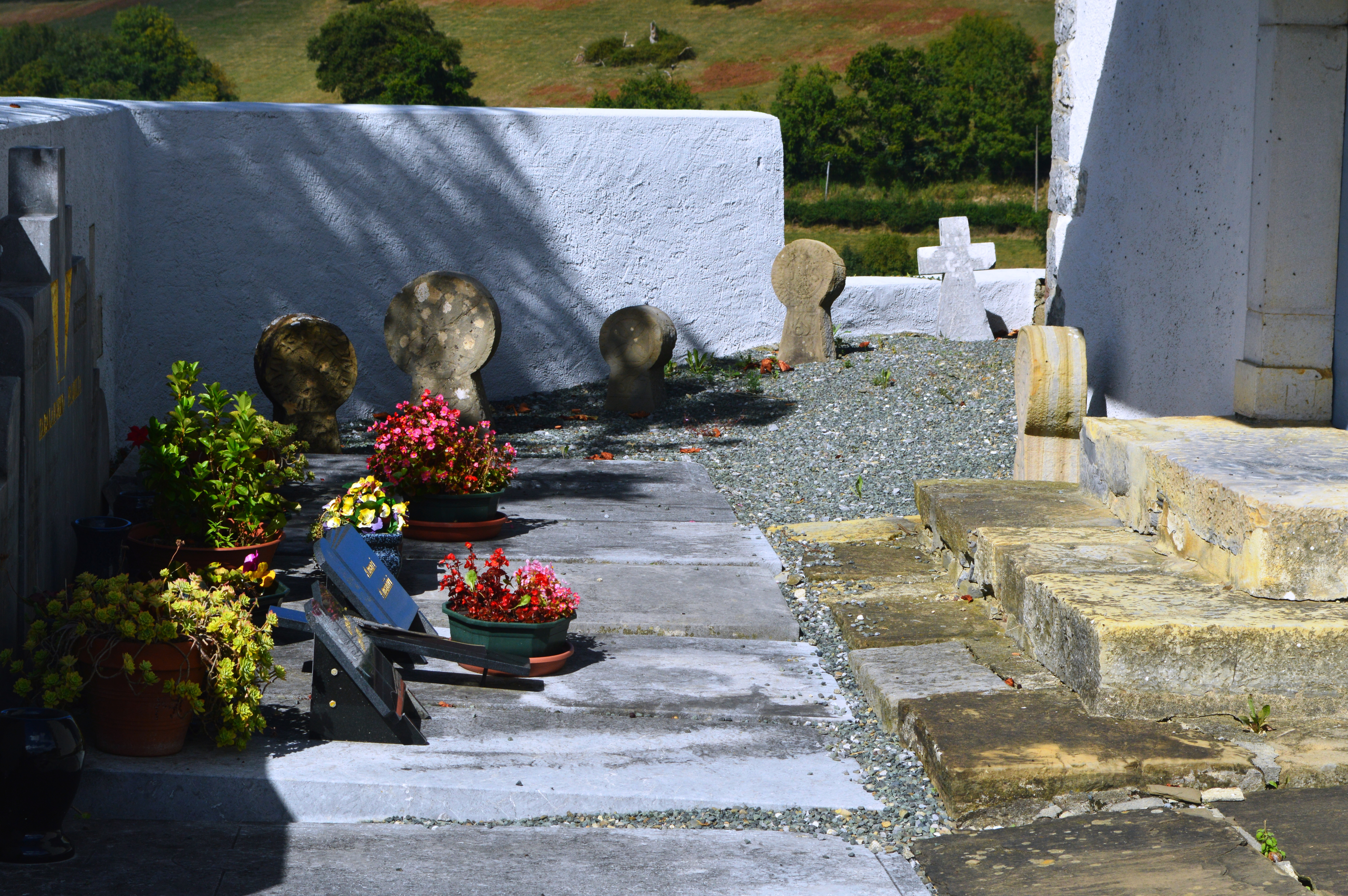
Надгробия у церкви